# 海岛金山寺景区
海岛金山寺景区是山东省庆云县的一处国家AAAA级景区。位于庆云县北部，重建于2004年，2009年被评为4A景区。是德州市主要的乡村A级观光目的地之一。